# Bazylika Jezusa Młodzieńca w Nazarecie
Bazylika Jezusa Młodzieńca (hebr. הכנסייה הסלזיאנית) –  katolicka bazylika w mieście Nazaret, na północy Izraela, zbudowana w latach 1906–1923.
Jeden z największych i najpiękniejszych kościołów w Nazarecie, który znajduje się na najwyższym wzniesieniu w zachodniej części miasta. Bazylika jest widoczna z daleka, a równocześnie jest doskonałym punktem widokowym na całe miasto i okolicę.

## Historia budowli
Pod koniec XIX wieku salezjanie rozpoczęli działalność na rzecz osieroconych dzieci w Nazarecie. W tym celu wykorzystywali tymczasową siedzibę w mieście, oraz korzystali ze wsparcia finansowego z Francji i ambasady Francji w Imperium osmańskim. W 1902 roku na najwyższym wzniesieniu w zachodniej części miasta wybudowali okazały sierociniec. W 1905 roku otrzymali oni wysokie darowizny finansowe głównie z Francji i Belgii, dzięki którym w 1906 roku rozpoczęto budować przyległy kościół. Projekt budowli przygotował francuski architekt Lucien Gauthier (1860–1925). Podczas I wojny światowej (1914-1918) wstrzymano prace budowlane. Konsekracja odbyła się w 1920 roku, chociaż ostatnie prace trwałe jeszcze do 1923 roku. Przed zakończeniem budowy wierzący wykorzystywali do modlitw podziemną kryptę. Obok bazyliki wybudowano także klasztor salezjanek.

## Opis bazyliki
Bazylika została wybudowana w stylu neogotyckim. Cała budowla jest wzniesiona z kamienia, jedynie fasadę wykonano z białego wapienia. Fasada jest podzielona na trzy części, które odpowiadają wewnętrznemu podziałowi bazyliki. W środkowej części umieszczono główne wejście do kościoła. U podnóża schodów znajdują się drzwi prowadzące do podziemnej krypty. Powyżej wejścia jest pięć podłużnych stylowych okien, nad którymi jest duża rozeta. W bocznych skrzydłach umiejscowiono poa dwa podłużne okna, nad którymi również znajdują się mniejsze rozety. Fasada jest zwieńczona dużym krucyfiksem. W bocznych ścianach znajdują się podłużne okna ozdobione witrażami. Większość okien jest ułożonych parami lub trójkami, a czasami dodano nad nimi małe okrągłe okno. Powyżej umieszczono krzyże, które wznoszą się ponad poziom dachu. W tylnej części kościoła wznosi się kwadratowa wieża. Dach wykonano z czerwonych dachówek.
Wnętrze bazyliki składa się z trzech naw, które są przedzielone dwoma rzędami siedmiu kolumn, na których wspiera się masywne sklepienie krzyżowe. Ostatnie dwie kolumny są zbliżone do siebie, tworząc efekt apsydy w której umieszczono ołtarz. Za ołtarzem znajduje się dobudowana wieża o podstawie kwadratu. Na jej drugiej kondygnacji umiejscowiono figurę młodzieńca Jezusa. Została ona wykonana przez francuskiego rzeźbiarza Frédérica-Louisa-Désiréa Bogino i przywieziona do bazyliki w 1911 roku. W bocznych ścianach wieży umiejscowiono dwanaście podłużnych okien z szybkami o barwie niebieskiej. Dzięki temu do wnętrza przenika niebieskie światło, które oświeca posąg.
Od strony zachodniej do bazyliki przylega trzypiętrowy budynek sierocińca. Do 1972 roku służył on jako dom dziecka, a następnie został przystosowany do potrzeb salezjańskiej szkoły, którą nazwano na cześć założyciela zakonu Jana Bosko.

## Turystyka
Bazyliki nie można zwiedzać w godzinach, kiedy odbywają się nabożeństwa. Aby ją odwiedzić należy się wcześniej umówić.